# Juillet 1967
Cette page présente les faits marquants du mois de juillet 1967.

## Évènements
- 1er juillet : 
  - Centenaire de la confédération canadienne.
  - Park Chung-Hee est réélu président de la Corée du Sud avec l’appui du Parti démocratique républicain.
  - En application du traité de fusion, les trois communautés Ceca, CEE et Euratom, sont réunies pour former la Communauté européenne (CE). Elles conservent leur propre statut légal et leur juridiction, mais partagent les mêmes organes.
  - Loi sur la liberté religieuse en Espagne autorisant le culte aux Espagnols non catholiques[1].

- 2 juillet (Formule 1) : Grand Prix automobile de France.

- 5 juillet[2] : révolte des mercenaires au Congo Léopoldville.

- 6 juillet : guerre du Biafra. Le gouvernement fédéral du Nigeria réagit à la sécession du Biafra en déclarant la guerre et organise un blocus. La situation se complique par l’intervention de pays étrangers dont les ventes d’armes alimentent le conflit. Le Biafra est soutenu par la France, la Chine, Houphouët-Boigny et Nyerere. Des luttes sanglantes et la famine font plus d’un million de morts de 1967 à 1970.

- 12 - 17 juillet : début de violentes émeutes dans les quartiers noirs de Newark.

- 13 juillet : 
  - Érection de l'Archidiocèse de Keewatin-Le Pas du nord des provinces Ontario, Manitoba et Saskatchewan, de l'Archidiocèse de Grouard-McLennan en Alberta, du Diocèse de Moosonee et du Diocèse de Mackenzie-Fort Smith dans les territoires du nord-ouest.
  - Création de l'Agence nationale pour l'emploi.

- 15 juillet (Formule 1) : Grand Prix de Grande-Bretagne.

- 23 - 28 juillet : émeutes raciales à Détroit (12th Street riot, 43 morts).

- 24 juillet : en visite officielle à Montréal, le général Charles de Gaulle lance depuis le balcon de l’hôtel de ville : Vive le Québec libre ![3]. Incident diplomatique entre la France et le Canada.

- 25 juillet : en voyage à Istanbul, Paul VI rencontre le patriarche Athénagoras, chef de l'Église orthodoxe de Constantinople, afin de développer l'œcuménisme.

- 28 juillet : Sexual Offences Act au Royaume-Uni. Loi légalisant les rapports homosexuels entre adultes consentants.

- 29 juillet : accident de l'USS Forrestal au large du Viêt Nam.

- 31 juillet - 10 août : conférence de l’Organisation latino-américaine de solidarité (OLAS) à La Havane[4]. Elle tâche de fédérer les efforts d’implantation de focos révolutionnaires.

## Naissances
- 1er juillet : Pamela Anderson, actrice et mannequin américano-canadienne et colombienne.
- 3 juillet: Arnaud Giovaninetti, acteur français.
- 6 juillet : Heather Nova, auteur-compositeur-interprète américaine.
- 8 juillet : Stéphane Belmondo, musicien de jazz français.
- 10 juillet : Rebekah Del Rio, musicienne américaine († 23 juin 2025).
- 12 juillet: John Petrucci, guitariste du groupe de metal progressif Dream Theater
- 14 juillet : Valérie Pécresse, femme politique française, ministre de l'Enseignement supérieur et de la recherche et Présidente du conseil régional d'Île-de-France.
- 18 juillet : 
  - Vin Diesel, acteur, producteur, scénariste et réalisateur américain
  - Rupert Mitford, pair héréditaire et homme politique britannique.
- 19 juillet : Carles Busquets, footballeur espagnol.
- 25 juillet : Matt LeBlanc, acteur américain.
- 26 juillet : Jason Statham, acteur britannique.
- 27 juillet : Yannick Jadot, homme politique français (Europe Écologie les Verts).
- 29 juillet : José Luis Bote, matador espagnol.
- 31 juillet : Elizabeth Wurtzel, écrivaine américaine († 7 janvier 2020).

## Décès
- 7 juillet : Vivien Leigh, actrice américaine (° 1913).
- 13 juillet : Tom Simpson, coureur cycliste britannique (° 30 novembre 1937).
- 16 juillet : Raylambert, peintre et illustrateur français (° 14 janvier 1889).
- 17 juillet : John Coltrane, saxophoniste et compositeur américain (° 1926).
- 21 juillet : Ernst Labin, président de l'International Skating Union
- 24 juillet : Joseph Cardijn, cardinal belge, fondateur de la JOC (° 18 novembre 1882).
- 29 juillet : Robert Delcourt, écrivain et auteur dramatique belge.